# Barbus walkeri
Barbus walkeri är en fiskart som beskrevs av Boulenger, 1904. Barbus walkeri ingår i släktet Barbus och familjen karpfiskar. IUCN kategoriserar arten globalt som sårbar. Inga underarter finns listade.